# Kazuya Myōdō
Kazuya Myōdō (japanisch 明堂 和也 Myōdō Kazuya; * 4. April 1986 in der Präfektur Toyama) ist ein ehemaliger japanischer Fußballspieler.

## Karriere
Myōdō erlernte das Fußballspielen in der Schulmannschaft der Toyama Daiichi High School. Seinen ersten Vertrag unterschrieb er 2005 bei Japan Soccer College. 2006 wechselte er zu Albirex Niigata (Singapur). 2007 kehrte er zu Japan Soccer College zurück. 2009 wechselte er zum Erstligisten Albirex Niigata. Für den Verein absolvierte er sechs Erstligaspiele. 2011 wechselte er nach Thailand. Hier unterschrieb er einen Vertrag beim Erstligisten Pattaya United FC in Pattaya. 2012 kehrte er nach Japan zurück und schloss sich Kataller Toyama an. Für den Verein absolvierte er vier Ligaspiele. Ende 2012 beendete er seine Karriere als Fußballspieler.